# Clarksville City
Clarksville City è un centro abitato degli Stati Uniti d'America situato nella contea di Gregg e nella contea di Upshur dello Stato del Texas.
La popolazione era di 3.285 persone al censimento del 2010.

## Geografia fisica
Clarksville City è situata a 32°31′44″N 94°53′40″W (32.528866, -94.894344).
Secondo lo United States Census Bureau, ha un'area totale di 6,5 miglia quadrate (16.8 km²), di cui 6,3 miglia quadrate (16.3 km²) di terreno e 0,2 miglia quadrate (0.4 km², 2.47%) d'acqua.

## Società

### Evoluzione demografica
Secondo il censimento del 2000, c'erano 806 persone, 302 nuclei familiari e 224 famiglie residenti nella città. La densità di popolazione era di 127,9 persone per miglio quadrato (49,4/km²). C'erano 337 unità abitative a una densità media di 53,5 per miglio quadrato (20,7/km²). La composizione etnica della città era formata dal 92,56% di bianchi, il 3,97% di afroamericani, lo 0,25% di nativi americani, lo 0,62% di altre razze, e il 2,61% di due o più etnie. Ispanici o latinos di qualunque razza erano l'1,36% della popolazione.
C'erano 302 nuclei familiari di cui il 29,8% aveva figli di età inferiore ai 18 anni, il 60,6% erano coppie sposate conviventi, il 9,6% aveva un capofamiglia femmina senza marito, e il 25,5% erano non-famiglie. Il 24,2% di tutti i nuclei familiari erano individuali e l'11,3% aveva componenti con un'età di 65 anni o più che vivevano da soli. Il numero di componenti medio di un nucleo familiare era di 2,50 e quello di una famiglia era di 2,95.
La popolazione era composta dal 24,1% di persone sotto i 18 anni, il 7,9% di persone dai 18 ai 24 anni, il 28,2% di persone dai 25 ai 44 anni, il 28,4% di persone dai 45 ai 64 anni, e l'11,4% di persone di 65 anni o più. L'età media era di 39 anni. Per ogni 100 femmine c'erano 112,7 maschi. Per ogni 100 femmine dai 18 anni in giù, c'erano 102,6 maschi.
Il reddito medio di un nucleo familiare era di 34.750 dollari, e quello di una famiglia era di 38.523 dollari. I maschi avevano un reddito medio di 30.078 dollari contro i 20.833 dollari delle femmine. Il reddito pro capite era di 15.888 dollari. Circa l'11,0% delle famiglie e l'11,0% della popolazione erano sotto la soglia di povertà, incluso il 13,9% di persone sotto i 18 anni e l'8,1% di persone di 65 anni o più.